# انتوني غريفيث
انتوني غريفيث (بالإنجليزية: Anthony Griffith)‏ (28 أكتوبر 1986 بهدرسفيلد في المملكة المتحدة - ) هو لاعب كرة قدم بريطاني في مركز الظهير. شارك مع منتخب مونتسرات لكرة القدم. أما مع النوادي، فقد لعب مع أكسفورد يونايتد وبورت فايل وشروزبري تاون ونادي دونكاستر روفرز ونادي هاليفاكس تاون وستافورد رينجرز ونادي ألترينتشام ونادي كارلايل يونايتد ونادي ليتون أورينت ونادي هاروجيت تاون ودارلينجتون إف سى.

## وصلات خارجية
- انتوني غريفيث على موقع قاعدة بيانات كرة القدم.إي يو (الإنجليزية)
- انتوني غريفيث على موقع ناشيونال فوتبول تيمز (الإنجليزية)
- انتوني غريفيث على موقع Soccerbase.com (لاعب) (الإنجليزية)
- انتوني غريفيث على موقع Soccerway.com (الإنجليزية)